# 东巡
东巡，指古代帝王从首都向东出巡。
有名的有秦始皇东巡，留下了泰山刻石等一系列的文物，最后死在东巡路上。秦始皇东巡还有一个重要的就是希望求长生药，曾经在东巡的时候派徐福寻找蓬莱。